# Toromiro
El toromiro (Sophora toromiro) és una espècie d'arbre endèmic de l'illa de Pasqua, a 3.800 km a l'oest de la costa de Xile, de la subfamília Faboideae, abans abundant però que s'ha extingit en el seu medi natural. En el gènere Sophora es troben unes 40 espècies d'arbres, arbusts o plantes herbàcies de diversos anys de període vegetatiu, a les regions càlides del planeta (els tròpics i els subtròpics).
A finals del segle xviii, l'illa de Pasqua era una parada obligada per a les expedicions de l'hemisferi sud. Aviat, l'ésser humà va descobrir les utilitats d'aquest arbre tan abundant a l'illa. L'ús de la fusta i la introducció d'herbívors va fer que s'extingís.
L'any 1934, una expedició de vulcanòlegs va descobrir-ne el darrer exemplar en un cràter situat en una zona pràcticament inaccessible. L'any 1956, un explorador norueg, Thor Heyerdahl, va recollir esqueixos i llavors d'aquest únic exemplar i els va dipositar al Jardí Botànic de Göteborg, a Suècia. Va ser l'última persona a veure aquesta espècie al seu hàbitat natural. Sortosament, el material recollit va germinar amb èxit i les noves llavors es van distribuir per diversos Jardins Botànics del món. Actualment, molts jardins mostren aquesta espècie en les seves col·leccions. Aquest material recuperat, juntament amb la informació d'estudis de conservació, va permetre tornar a plantar aquesta espècie a l'illa de Pasqua. La reintroducció es va fer des del Ministeri d'Agricultura de Xile a partir de les llavors d'un únic individu conreat al Jardí Botànic de Christchurch, a Nova Zelanda.